# 5 augusti
5 augusti är den 217:e dagen på året i den gregorianska kalendern (218:e under skottår). Det återstår 148 dagar av året.

## Namnsdagar

### I den svenska almanackan
- Nuvarande – Ulrik och Alrik
- Föregående i bokstavsordning
  - Alrik – Namnet förekom på 1790-talet på 11 april, men utgick sedan. 1901 infördes det på 19 maj, men flyttades 1993 till dagens datum och har funnits här sedan dess.
  - Didrik – Namnet förekom på dagens datum på 1790-talet, men utgick sedan. 1986 infördes det på 3 februari, men utgick 1993.
  - Dominicus – Namnet fanns, vid sidan av Osvald, på dagens datum före 1901, då det utgick. I de flesta andra länder finns Dominicus, till minne av Dominikanordens grundare Dominicus, dock på 4 augusti.
  - Osvald – Namnet fanns, till minne av den northumbriske kungen Oswald som dog martyrdöden denna dag 642, vid sidan av Dominicus, på dagens datum före 1901, men utgick innan dess. 1986 infördes det på 16 december, men flyttades 1993 till 3 oktober, där det har funnits sedan dess.
  - Ulrik – Namnet fanns före 1721 på 4 juli i formerna Udalricus och Ulricus, men utgick detta år till förmån för Ulrika. 1901 infördes det på dagens datum i den modernare formen Ulrik och har funnits här sedan dess.
  - Unn – Namnet infördes på dagens datum 1986, men flyttades 1993 till 4 november och utgick 2001.
  - Unni – Namnet infördes på dagens datum 1986, men utgick 1993.
- Föregående i kronologisk ordning
  - Före 1901 – Dominicus, Osvald och Didrik
  - 1901–1985 – Ulrik
  - 1986–1992 – Ulrik, Unni och Unn
  - 1993–2000 – Ulrik och Alrik
  - Från 2001 – Ulrik och Alrik
- Källor
  - Brylla, Eva (red.): Namnlängdsboken, Norstedts ordbok, Stockholm, 2000. ISBN 91-7227-204-X
  - af Klintberg, Bengt: Namnen i almanackan, Norstedts ordbok, Stockholm, 2001. ISBN 91-7227-292-9

### Finlandssvenska almanackan
- Nuvarande från 2025[1] – Gurli, Dominic
- I föregående revideringar[a][2]
  - 1929–2024 – Gurli

## Händelser
- 1100 – Sedan den engelske kungen Vilhelm II har omkommit i en jaktolycka tre dagar tidigare har han efterträtts på tronen av sin bror Henrik I. Denna dag blir Henrik krönt i Westminster Abbey och utfärdar i samband med den det så kallade Frihetsbrevet (Charter of Liberties, även känt som The Coronation Charter eller Kröningsbrevet), som blir ett förstadium till engelsk konstitution[3] och en föregångare till Magna Charta 1215. I denna stadga förbinder sig kungen att följa vissa lagar angående hur han behandlar adeln och kyrkan och är tänkt att stävja vissa överträdelser, som Vilhelm hade begått mot dessa samhällsgrupper.
- 1164 – Sverige blir ett eget ärkebiskopsdöme med säte i Gamla Uppsala, när landet i kyrkligt hänseende avskiljs från Lunds ärkestift, vilket Norge har gjort redan 1152, då Nidaros ärkestift har upprättats. Vid denna tid pågår en maktkamp inom den katolska kyrkan och det finns flera påvar samtidigt. Därför försöker de knyta så många kyrkoprovinser till sig som möjligt. Den lundensiske ärkebiskopen Eskil stöder påven Alexander III, men har tvingats i landsflykt av den danske kungen Valdemar den store, som stöder motpåven Viktor IV. För att knyta Norden till sig låter Alexander III inrätta det avskilda norska ärkebiskopsdömet 1152 och denna dag alltså även det svenska. I Sankt Stefans katedral i Sens i franska Bourgogne viger Eskil den svenske cisterciensmunken Stefan till svensk ärkebiskop, i Alexander III:s närvaro. Även om Sverige nu alltså blir ett eget ärkebiskopsdöme ska det för all framtid vara underställt ärkebiskopen i Lund, som ska vara dess primas. Denna situation kommer att kvarstå fram till reformationen på 1500-talet och leda till flera kyrkokonflikter i Norden under århundradenas lopp. 1273 flyttas det svenska ärkesätet från Gamla Uppsala till det nuvarande Uppsala.
- 1776 – Den engelske 1500- och 1600-talsförfattaren William Shakespeares pjäs Romeo och Julia spelas för första gången i Norden på Egges Teater i Norrköping. Detta är dessutom första gången en Shakespearepjäs spelas i Sverige, trots att det vid denna tid har gått 160 år sedan Shakespeares död, då det aldrig tidigare har gjorts någon svensk översättning av något av Shakespeares verk. Översättningen av Romeo och Julia har troligtvis gjorts av skådespelaren Peter Lindahl efter en tysk förlaga. Nästa svenska översättning av pjäsen kommer först 1845, gjord av Fredrik August Dahlgren (mest känd som författare till pjäsen Värmlänningarna).
- 1858 – Efter att man året före har inlett försök med att lägga ut en kabel över Atlanten för telegrafikommunikation mellan Europa och Amerika kan arbetet denna dag avsluta arbetet, då atlantkabeln, som sträcker sig mellan Foilhommerum Bay på Valentia Island på västra Irland och Heart’s Content i östra Newfoundland i Kanada, sammanbinds med det brittiska och amerikanska telegrafnätet. Det första telegrammet mellan de båda världsdelarna skickas den 16 augusti, från den brittiska drottningen Viktoria i London till USA:s president James Buchanan i Washington och tiden det tar att skicka meddelanden över Atlanten reduceras från 10 dagar (den tid det vid denna tid tar för det snabbaste fartyget att korsa världshavet) till några minuter. Redan i september går kabeln sönder, då man tillför alltför stark ström till den, men man lägger ut nya kablar och förbindelsen mellan kontinenterna återupprättas snart.
- 1888 – Uppfinnaren Carl Benz' hustru Bertha Benz tar, utan sin mans vetskap, med sig parets båda söner på världens första längre biltur i Carls nyuppfunna bil. Hon reser från Mannheim till Pforzheim (där hennes mor bor), vilket är en sträcka på över 10 mil och köper bensin på ett apotek på vägen. Vid framkomsten skickar hon sin make ett telegram och återvänder hem dagen därpå, varvid hon föreslår flera förbättringar av bilen. Bilturen ger också Benz uppfinning stor uppmärksamhet och visar att bilen är användbar som mer än kuriosa. Den väg hon färdas får 2008 namnet Bertha Benz Memorial Route och man använder också samma väg, när bilföretaget Mercedes-Benz 125 år senare provkör en självstyrande bil.
- 1958 – Den amerikanska ubåten USS Nautilus (SSN-571), som är världens första atomdrivna undervattensfartyg, avslutar världens första resa under nordpolen. Hon har inlett resan från Hawaii den 1 augusti och den 3 augusti passerat under nordpolen, för att sedan åter dyka upp över ytan vid Grönland och denna dag anlända till Island, efter en resa på 1 590 sjömil (2 940 km). Medan ubåten fortsätter mot Storbritannien flygs befälhavaren William Anderson med helikopter till Washington, där han den 8 augusti av president Dwight D. Eisenhower får motta medaljen Legion of Merit vid en ceremoni i Vita huset.
- 1960 – Republiken Övre Volta, som sedan den 11 december 1958 har varit en självstyrande fransk koloni, bli denna dag fullständigt självständig. Kolonin Franska Övre Volta har grundats 1919, men i den anda av avkolonisering, som råder under 1950- och 1960-talen har området alltså fått självstyre 1958. Knappt två år senare blir området alltså helt självständigt, men behåller namnet Övre Volta, efter floden Volta, vars övre delar flyter genom landet. Efter en militärkupp 1983 byter landet 1984 namn till Burkina Faso.
- 1963 – Partiella provstoppsavtalet undertecknas.
- 2016 – Olympiska sommarspelen 2016 invigs i Rio de Janeiro av vicepresident Michel Temer.

## Födda
- 1540 – Joseph Justus Scaliger, fransk filolog och kronolog
- 1716 – Ulrik Scheffer, svensk greve, generallöjtnant, ambassadör och riksråd, Sveriges kanslipresident
- 1737 – Johann Friedrich Struensee, dansk läkare och statsman
- 1802 – Niels Henrik Abel, norsk matematiker
- 1811 – Ambroise Thomas, fransk tonsättare
- 1813 – Ivar Aasen, norsk språkman och författare, skaparen av språket nynorska
- 1816 – Acton Smee Ayrton, brittisk jurist och politiker
- 1817 – Thomas Tipton, amerikansk politiker, senator för Nebraska
- 1821 – Erik Häggström, svensk bruksägare, skeppsredare och riksdagsman
- 1826 – Andreas Aagesen, dansk rättslärd
- 1828 – Lovisa, nederländsk prinsessa, Sveriges och Norges drottning
- 1850 – Guy de Maupassant, fransk författare
- 1851 – Maria Anholm, svensk kvinnosakskvinna, missionär och reseskildrare
- 1852 – Ole Juul, norsk målare
- 1872 – Björn Ahlgrensson, svensk målare
- 1888 – Olof Gavelin, svensk gruvarbetare och socialdemokratisk riksdagspolitiker
- 1889 – Karl Ivan Westman, svensk kabinettssekreterare och ambassadör
- 1890 – Erich Kleiber, österrikisk dirigent
- 1892
  - John Wallin, svensk skådespelare
  - George Lamsa, arameisk bibelöversättare
- 1906
  - Joan Hickson, brittisk skådespelare
  - John Huston, amerikansk filmregissör
  - Ettore Majorana, italiensk fysiker
- 1910 – Erik Lindegren, svensk författare, ledamot av Svenska Akademien
- 1911 – Robert Taylor, amerikansk skådespelare
- 1923 – Richard Kleindienst, amerikansk republikansk politiker, USA:s justitieminister
- 1926 – Per Wahlöö, svensk författare, journalist och översättare
- 1930 – Neil Armstrong, amerikansk astronaut, den första människan på månen
- 1931 – Mona Åstrand, svensk skådespelare
- 1933 – Richard Dahl, svensk höjdhoppare, EM-guld och bragdmedaljör 1958
- 1948 – David Hungate, amerikansk musiker
- 1949 – Lasse Flinckman, svensk dragshowartist
- 1951 – Jan Francis, brittisk skådespelare
- 1953 – Michael F. Doyle, amerikansk demokratisk politiker
- 1959 – Pat Smear, amerikansk gitarrist
- 1960 – David Baldacci, amerikansk författare
- 1961 – Tawny Kitaen, amerikansk fotomodell och skådespelare
- 1963 – Brian Sandoval, amerikansk republikansk politiker och jurist, guvernör i Nevada
- 1964 – Adam Yauch, amerikansk musiker
- 1965 – Scott William Winters, amerikansk skådespelare
- 1968
  - Terri Clark, kanadensisk countryartist
  - Marine Le Pen, fransk högerextrem politiker, partiledare för Front National
  - Colin McRae, brittisk rallyförare
- 1971 – Christian Lundqvist, svensk trumslagare i gruppen The Poodles
- 1982 – Ryu Seung-min, sydkoreansk bordtennisspelare, OS-guld 2004
- 1984 – Helene Fischer, tysk sångare och underhållare
- 1985
  - Nikša Dobud, kroatisk vattenpolospelare
  - Salomon Kalou, ivoriansk fotbollsspelare
- 2004 – Gavi, spansk fotbollsspelare

## Avlidna
- 882 – Ludvig III, kung av Västfrankiska riket
- 1415 – Rikard av Conisburgh, engelsk earl
- 1757 – Antoine Pesne, fransk målare
- 1792 – Frederick North, brittisk politiker, Storbritanniens premiärminister
- 1848 – Nicolà Vaccai, italiensk tonsättare
- 1811 – Adolf Ulrik Wertmüller, svensk konstnär
- 1877 – Gustav av Wasa, svensk prins, Sveriges tronföljare, svensk tronpretendent
- 1895 – Friedrich Engels, tysk socialist och författare
- 1900 – Luke Pryor, amerikansk demokratisk politiker, senator för Alabama
- 1901 – Viktoria, brittisk prinsessa, Preussens drottning och Tysklands kejsarinna
- 1905 – Anton Ažbe, slovensk målare
- 1942 – Janusz Korczak, polsk läkare, författare och barnpedagog
- 1946 – Wilhelm Marx, tysk centrumpartistisk politiker, Tysklands rikskansler
- 1955 – Carmen Miranda, brasiliansk sångare och skådespelare
- 1957 – Heinrich Wieland, tysk kemist, mottagare av Nobelpriset i kemi 1927
- 1958 – Joseph Holbrooke, brittisk tonsättare, pianist och dirigent
- 1960 – Robert Jonsson, svensk skådespelare och sångare
- 1961 – Einar Ekberg, svensk kyrkosångare
- 1962
  - Marilyn Monroe, amerikansk skådespelare
  - John Willie, amerikansk fetischkonstnär och fotograf
- 1963 – Ragnar Brandhild, svensk fotograf, ateljéchef, inspicient och filmproducent
- 1964 – Moa Martinson, svensk författare
- 1975 – Aleksandr Lapauri, rysk dansare och koreograf
- 1978 – Victor Hasselblad, svensk industriledare, kamerakonstruktör och fotograf
- 1984 – Richard Burton, brittisk skådespelare
- 1995 – Harald Lundquist, svensk kompositör, orkesterledare och sångare
- 1998 – Otto Kretschmer, tysk militär, ubåtsbefälhavare under andra världskriget
- 2000 – Alec Guinness, brittisk skådespelare
- 2007 – Jean-Marie Lustiger, fransk kardinal, ärkebiskop av Paris
- 2008 – José Medellín, mexikansk-amerikansk mördare
- 2009 – Baitullah Mehsud, pakistansk talibanledare
- 2011
  - Andrzej Lepper, polsk politiker, partiledare för Samoobrona
  - Francesco Quinn, amerikansk skådespelare
  - Aziz Shavershian, rysk-australisk kroppsbyggare och modell
- 2012 – Chavela Vargas, costaricansk-mexikansk sångare
- 2014
  - Elfriede Brüning, tysk författare
  - Hans V. Engström, svensk skådespelare
  - Angéla Németh, ungersk friidrottare
  - Chapman Pincher, brittisk journalist, historiker och författare
- 2017
  - Mark White, amerikansk demokratisk politiker, guvernör i Texas
  - Dionigi Tettamanzi, italiensk kardinal, ärkebiskop av Milano
- 2019 – Toni Morrison, amerikansk författare, mottagare av Nobelpriset i litteratur 1993
- 2025 – Ove Kindvall, 82, fotbollsspelare, Svenska Dagbladets guldmedalj 1969